# Jablonowygebirge
Das Jablonowygebirge (russisch Яблоновый хребет, wiss. Transliteration Jablonovyj chrebet) in Sibirien, Russland (Asien) ist ein bis 1706 m hohes Mittelgebirge der Südsibirischen Gebirge.
Das etwa 400 bis 500 km östlich des Baikalsees gelegene Jablonowygebirge liegt südlich des Witimplateaus und nördlich des Borschtschowotschnygebirges. Es ist etwa 1000 km lang. Am Nordwestrand des Gebirges fließt der Witim mit seinem durch die Nordostausläufer des Gebirges verlaufenden Zufluss Karenga, im Südwesten der Chilok und die Ingoda sowie im Nordosten die Oljokma.
Der mit 1706 m höchste Berg, Kontalakski Golez, des durchschnittlich 1200 bis 1400 m hohen Gebirges liegt nördlich der Ansiedlung Tungokotschen. Die größte Stadt des kaum besiedelten Gebirges ist Tschita, in der ein gutes Viertel der Bevölkerung der Region Transbaikalien lebt.